# Arroyo de Pita
Arroyo de Pita är en ort i Mexiko.   Den ligger i kommunen Acatlán de Pérez Figueroa och delstaten Oaxaca, i den sydöstra delen av landet, 300 km öster om huvudstaden Mexico City. Arroyo de Pita ligger 59 meter över havet och antalet invånare är 753.
Terrängen runt Arroyo de Pita är platt åt nordost, men åt sydväst är den kuperad. Terrängen runt Arroyo de Pita sluttar österut. Runt Arroyo de Pita är det ganska tätbefolkat, med 67 invånare per kvadratkilometer. Närmaste större samhälle är Tetela, 16,4 km nordväst om Arroyo de Pita. Trakten runt Arroyo de Pita består till största delen av jordbruksmark.